# آنا سیوکووا
آنا سیوکووا (روسی: Анна Витальевна Сивкова؛ زادهٔ ۱۲ آوریل ۱۹۸۲) شمشیرباز اهل روسیه است.
وی همچنین برندهٔ جوایزی همچون نشان دوستی شده‌است.